# Златан Байрамович

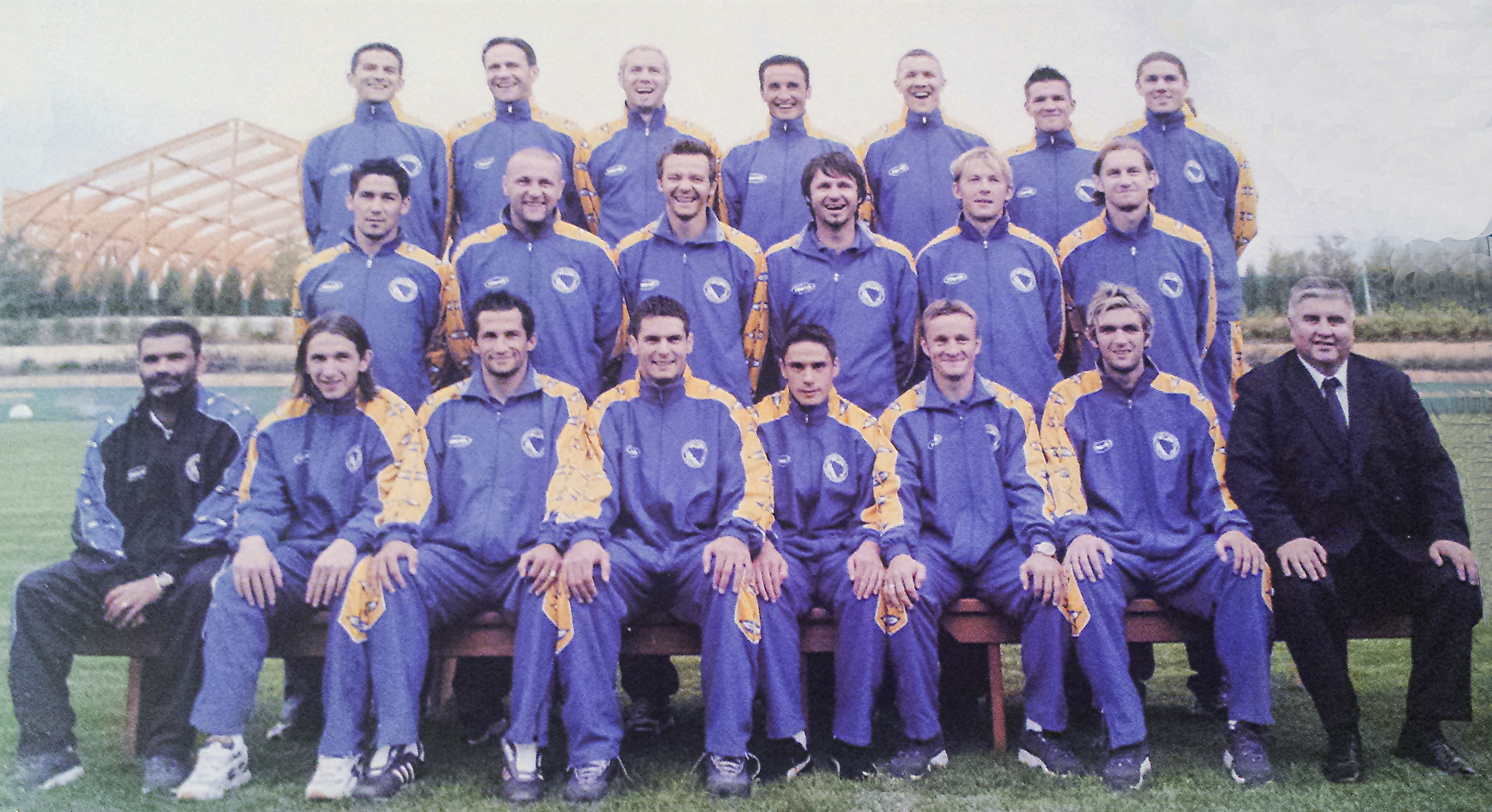
Склад збірної Боснії і Герцеговини під час кваліфікації Євро-2004.

Златан Байрамович (босн. Zlatan Bajramović, нар. 12 вересня 1979, Гамбург, ФРН) — боснійський футболіст та тренер, виступав на позиції півзахисника та нападника.

## Клубна кар'єра
Златан Байрамович розпочав свою кар'єру в 1989 році в складі юнацької команди «Санкт-Паулі», а в 1998 році дебютував і за дорослу команду клубу. 1 грудня 1998 року дебютував у складі «Санкт-Паулі» у програному (2:3) поєдинку Другої Бундесліги проти «Юрдінгена 05». Спочатку виходив на поле досить рідко, але в сезоні 2000/01 років пробився до основного складу і в 2001 році  разом з командою виборов путівку до Бундесліги. Свій перший матч у вищому дивізіоні німецького чемпіонату провів 29 липня, а його команда розписала нульову нічию з берлінською «Гертою». Тим не менше, в 7-му турі нічийного (2:2) поєдинку проти мюнхенгладбахської «Борусії» відзначився дебютним голом у Бундеслізі. Однак «Санкт-Паулі» провів цей сезон досить слабко й, набравши усього 22 очки, посів останнє місце в чемпіонаті та вилетів до Другої Бундесліги. 
Влітку 2002 року Златан залишає Гамбург та переходить до «Фрайбурга». У цьому клубі став однією з головних зірок, відзначився 15-ма голами в 31-му матчі в чемпіонаті й підсумками сезону 2002/03 років також здобуває путівку до Бундесліги. У сезоні 2003/04 років також був одним з найкращих гравців «Фрайбурга», який того сезону посів 13-те місце й зумів зберегти прописку в Бундеслізі. Проте в сезоні 2004/05 років зіграв лише 15 матчів, оскільки в серпні отримав серйозну травму, через яку пропустив півроку. На футбольне поле Златан повернувся лише в січні 2005 року, але на той час «Фрайбург» програв дуже багато матчів, тому виліт команди до нижчого дивізіону був практично неминучим.
Прекрасна гра Байрамовича навесні 2005 року змусила звернути на нього увагу однієї з найсильніших команд регіону, «Шальке 04», до складу якої Златан приєднався в статусі вільного агента. У футболці «Шальке» дебютував у липні того ж року у переможному (1:0) фінальному поєдинку Кубку німецької ліги проти «Штутгарта». В національному чемпіонаті Златан дебютував 7 серпня в переможному (2:1) матчі проти «Кайзерслаутерна». Зіграв 25 матчів та відзначився 4-ма голами, а також разом з «Шальке» виступав у Лізі чемпіонів та в 1/2 фіналу Кубку УЄФА, в якому німецький клуб поступився «Севільї». У чемпіонаті Німеччини разом із «Шальке» посів 4-те місце. З початку сезону 2006/07 років виступав у першій команді клубу, з якою виграв останнє коло чемпіонату Німеччини, але за підсумками сезону чемпіонський титул все ж завоював «Штутгарт». Під час зимової перерви сезону 2007/08 років залишає «Шальке 04»; у другій частині цього ж сезону зіграв також 5 матчів у Лізі чемпіонів. Після одужання від травми до основного складу пробитися не зміг. Його контракт закінчився наприкінці сезону й не був продовжений.
30 липня 2008 року він підписав контракт з «Айнтрахтом» (Франкфурт-на-Майні), який мав діяти до 30 червня 2011 року. У сезоні 2008/09 років він прийшов лише шість неповних матчів у складі клубу з Гессена, оскільки переніс чотири операції. У сезоні 2010/11 років не зіграв жодного поєдинку. А наступного сезону, коли команда виступала в Другій Бундеслізі, контракт не було продовжено.

### Статистика виступів
| Сезон   | Клуб                            | Країна    | Змагання            | Матчі | Голи |
| ------- | ------------------------------- | --------- | ------------------- | ----- | ---- |
| 1998/99 | «Санкт-Паулі»                   | Німеччина | Друга Бундесліга    | 4     | 0    |
| 1999/00 | «Санкт-Паулі»                   | Німеччина | Друга Бундесліга    | 18    | 2    |
| 2000/01 | «Санкт-Паулі»                   | Німеччина | Друга Бундесліга    | 23    | 2    |
| 2001/02 | «Санкт-Паулі»                   | Німеччина | Бундесліга          | 23    | 2    |
| 2002/03 | «Фрайбург»                      | Німеччина | Друга Бундесліга    | 31    | 15   |
| 2003/04 | «Фрайбург»                      | Німеччина | Бундесліга          | 26    | 6    |
| 2004/05 | «Фрайбург»                      | Німеччина | Бундесліга          | 15    | 3    |
| 2005/06 | «Шальке 04»                     | Німеччина | Бундесліга          | 25    | 4    |
| 2006/07 | «Шальке 04»                     | Німеччина | Бундесліга          | 27    | 2    |
| 2007/08 | «Шальке 04»                     | Німеччина | Бундесліга          | 12    | 0    |
| 2008/09 | «Айнтрахт» (Франкфурт-на-Майні) | Німеччина | Бундесліга          | 6     | 0    |
| 2009/10 | «Айнтрахт» (Франкфурт-на-Майні) | Німеччина | Бундесліга          | 11    | 0    |
|         |                                 |           | Усього в Бундеслізі | 145   | 17   |

## Кар'єра в збірній
У березні 2002 року Байрамович дебютував у футболці національної збірної Боснії і Герцеговини у матчі проти Македонії. Востаннє в складі національної збірної вийшов на поле з капітанською пов'язкою 11 жовтня 2006 року в поєдинку кваліфікації чемпіонату світу в Зениці проти чемпіонів Європи, збірної Греції; його команда поступилася з рахунком 0:4. Після цього він та ряд інших легіонерів вирішив бойкотувати матчі національної збірної через конфлікт з Федерацією. І лише в січні 2008 року тодішній тренер збірної Мехо Кодро знову викликав Златана, але не зміг зіграти через травму ноги. 28 березня 2009 року він вийшов на поле на 67-ій хвилині поєдинку кваліфікації Чемпіонату світу 2010 року проти Бельгії. А вже на 81-ій хвилині відзначився голом й встановив рахунок 3:1 на користь Боснії, а сам поєдинок завершився з рахунком 4:2 на користь боснійців. Загалом у футболці національної збірної провів 35 поєдинків та відзначився 2-ма голами.

## Кар'єра тренера
У сезоні 2012/13 років працював одним з тренерів другої команди «Санкт-Паулі». У сезоні 2013/14 років тренував команду U-15 клубу «Гамбург». Влітку 2014 року став другим тренером, разом із Мірко Сломкою, у штабі Нестора Ель-Маестро, в «Гамбурзі». У вересні 2014 року Нестора Ель-Маестро та його помічники, Мірко Сломка та Златан Байрамович, були звільнені від виконання своїх обов'язків. З липня по грудень 2016 року Байрамович був головним тренером клубу південної Оберліги «Балінгер». У січні 2017 рокуразом Мірко Сломкою перейшов до друголігового «Карлсруе», де знову був другим тренером, а з квітня 2017 року допомагав тренувати Марку-Патріку Майстеру, але не зміг завадити вильоту команди. Також у новому сезоні став помічником Майстера, але вже незабаром 12 гравців першої команди були переведені до другого складу, а згодом до Оберліги відправився й сам Златан Байрамович. 20 серпня 2017 року через поганий старт у Третій лізі Майстера було звільнено й протягом декількох днів Златан Байрамович та Крістіан Айгнер були виконувачами обов'язків головного тренера, допоки Златан знову не продовжив працювати помічником головного тренера, але тепер уже в Алоїса Шварца.

## Особисте життя
Батьки Байрамовича є вихідцями з боснійського міста Вітез. Златан Байрамович зі своїм на рік молодшим братом Ясміном разом виступали в молодіжній команді «Санкт-Паулі». Ясмін Байрамович з 2006 по 2012 роки виступав на позиції центрального захисника у клубі Оберліги-Гамбург СК «Вікторія», в якому на даний час він працює тренером.

## Досягнення
«Фрайбург»
- Друга Бундесліга
  -  Чемпіон (1): 2002/03

«Шальке 04»
- Кубок німецької ліги
  -  Володар (1): 2005